# Liste der Biografien/Morn
Liste der Biografien |
Portal Biografien |
Personensuche
# |
A |
B |
C |
D |
E |
F |
G |
H |
I |
J |
K |
L |
M |
N |
O |
P |
Q |
R |
S |
T |
U |
V |
W |
X |
Y |
Z |
?
 
Ma |
Mb |
Mc |
Md |
Me |
Mf |
Mg |
Mh |
Mi |
Mj |
Mk |
Ml |
Mm |
Mn |
Mo |
Mp |
Mq |
Mr |
Ms |
Mt |
Mu |
Mv |
Mw |
Mx |
My |
Mz
 
Moa |
Mob |
Moc |
Mod |
Moe |
Mof |
Mog |
Moh |
Moi |
Moj |
Mok |
Mol |
Mom |
Mon |
Moo |
Mop |
Moq |
Mor |
Mos |
Mot |
Mou |
Mov |
Mow |
Mox |
Moy |
Moz
 
Mora |
Morb |
Morc |
Mord |
More |
Morf |
Morg |
Morh |
Mori |
Mork |
Morl |
Morm |
Morn |
Moro |
Morp |
Morr |
Mors |
Mort |
Moru |
Morv |
Morw |
Mory |
Morz
Die Liste der Biografien führt alle Personen auf, die in der deutschsprachigen Wikipedia einen Artikel haben. Dieses ist eine Teilliste mit 43 Einträgen von Personen, deren Namen mit den Buchstaben „Morn“ beginnt.

## Morn
- Morn, Nicolas (1932–1997), luxemburgischer Radrennfahrer
- Morn, Reed (1898–1978), estnische Schriftstellerin

### Morna
- Mornar, Ivica (* 1974), kroatischer Fußballspieler
- Mornar, Lea (* 1972), kroatische Schauspielerin und Model
- Mornar, Vedran (* 1959), kroatischer Informatiker und Politiker (parteilos)
- Mornati, Carlo (* 1972), italienischer Ruderer
- Mornati, Niccolò (* 1980), italienischer Ruderer
- Mornauer, Alexander, Stadtschreiber in Landshut

### Morne
- Morneau, David (* 1975), US-amerikanischer Komponist
- Morneau, Isabelle (* 1976), kanadische Fußballspielerin
- Morneau, Louis, Filmregisseur
- Morneau, Robert Fealey (* 1938), US-amerikanischer römisch-katholischer Geistlicher, emeritierter Weihbischof in Green Bay
- Mornell, Sara, Schauspielerin
- Mörner af Morlanda, Carl (1658–1721), schwedischer Feldmarschall
- Mörner af Tuna, Carl (1755–1821), schwedischer Staatsmann und Feldmarschall
- Mörner, Axel Otto (1774–1852), schwedischer Maler, General und Verteidigungsminister
- Mörner, Berend Joachim von (1621–1675), kurbrandenburgischer Obrist und Regimentschef
- Mörner, Bernhard Joachim von († 1741), dänischer General der Kavallerie
- Mörner, Birger (1867–1930), schwedischer Diplomat und Schriftsteller
- Mörner, Carl Otto (1781–1868), schwedischer Baron und Leutnant
- Morner, Dietrich, Propst von Bärwalde, Soldin und Bernau und Protonotarius der Mark Brandenburg
- Mörner, Dietrich von, brandenburgischer Kleriker
- Mörner, Heinrich, Vogt in der Neumark
- Mörner, Helmer (1895–1962), schwedischer Vielseitigkeitsreiter
- Mörner, Hjalmar (1794–1837), schwedischer Graf, Offizier, Zeichner, Maler, Radierer und Lithograf
- Mörner, Hjalmar von (1861–1935), preußischer Verwaltungsbeamter und Landrat
- Mörner, Magnus (1924–2012), schwedischer Historiker
- Mörner, Nils-Axel (1938–2020), schwedischer Ozeanograph
- Mörner, Otto, Hofrichter der Neumark
- Mörner, Reineke, Vogt in der Neumark
- Mörner, Stellan (1896–1979), schwedischer Graf, Maler, Bühnenbildner, Holzschnitzer, Grafiker und Schriftsteller
- Mörner, Theodor von (1817–1874), deutscher Historiker und Archivar
- Mörner, Wilhelm von (1831–1911), schwedisch-preußischer Maler
- Mornet, Daniel (1878–1954), französischer Literaturwissenschaftler, Schriftsteller und Romanist
- Mornet, Romain (* 1997), französischer Mittelstreckenläufer
- Morneweg, Adolf (1851–1909), deutscher Jurist und Kommunalpolitiker, Oberbürgermeister der Stadt Darmstadt
- Morneweg, Bertram († 1286), Ratsherr von Lübeck
- Morneweg, Gertrud († 1301), deutsche Kauffrau

### Morni
- Morning, Robin, US-amerikanische Skirennläuferin
- Morningstar, Darren (* 1969), amerikanischer Basketballspieler
- Morniroli, Giorgio (1936–2017), Schweizer Politiker

### Morns
- Mörnstein, Otto von († 1264), Bischof von Lavant

### Morny
- Morny, Charles de (1811–1865), französischer PolitikerCharles de Morny (1811–1865)

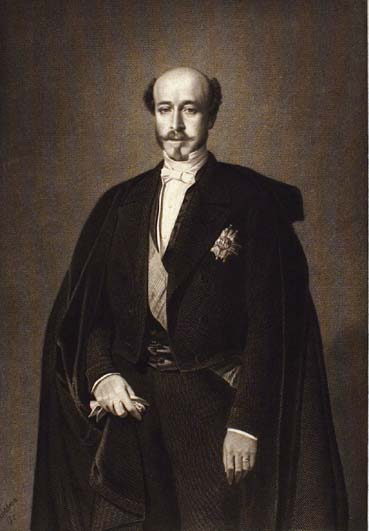
Charles de Morny (1811–1865)